# …And Justice for All
För filmen, se …And Justice for All (film).
…And Justice for All är Metallicas fjärde studioalbum, utgivet den 25 augusti 1988. Albumet innehåller powerballaden "One" som kom att bli Metallicas första musikvideo och som också innehåller ett välkänt gitarriff. Albumets namn betyder "och rättvisa för alla" och syftar på den sista raden i den amerikanska trohetseden.
Albumet kan ses som en hyllning till den forne basisten Cliff Burton som omkom i en bussolycka i Sverige i september 1986. Låten "To Live is to Die" innehåller till exempel en kort dikt av Burton.
…And Justice for All räknas till ett av Metallicas tekniskt sett mest avancerade album. Skivan fick en Grammy-nominering 1988 för bästa Hardrock/Metal Performance vocal or Instrument, men förlorade mot Jethro Tulls Crest of a Knave, vilket ledde till en av Grammys största skandaler någonsin och till stort missnöje bland Grammy-publiken. Entertainment Weekly utsåg 2007 händelsen till nummer ett på sin lista "Grammy's 10 Biggest Upsets".
Jason Newsted var missnöjd med albumet, då hans basgångar knappt hörs.

## Låtlista
1. "Blackened" (James Hetfield/Jason Newsted/Lars Ulrich) – 6:42
2. "…And Justice for All" (Kirk Hammett/James Hetfield/Lars Ulrich) – 9:45
3. "Eye of the Beholder" (Kirk Hammett/James Hetfield/Lars Ulrich) – 6:25
4. "One" (James Hetfield/Lars Ulrich) – 7:24
5. "The Shortest Straw" (James Hetfield/Lars Ulrich) – 6:35
6. "Harvester of Sorrow" (James Hetfield/Lars Ulrich) – 5:45
7. "The Frayed Ends of Sanity" (Kirk Hammett/James Hetfield/Lars Ulrich) – 7:43
8. "To Live Is To Die" (Cliff Burton/James Hetfield/Lars Ulrich) – 9:48
9. "Dyers Eve" (Kirk Hammett/James Hetfield/Lars Ulrich) – 5:13

## Medverkande
- James Hetfield – sång, kompgitarr
- Kirk Hammett – sologitarr
- Jason Newsted – bas
- Lars Ulrich – trummor